# Tervapöllö (klippa)
Tervapöllö är en ö i Finland. Den ligger i Finska viken och i kommunen Kotka i den ekonomiska regionen  Kotka-Fredrikshamn i landskapet Kymmenedalen, i den södra delen av landet. Ön ligger omkring 20 kilometer söder om Kotka och omkring 120 kilometer öster om Helsingfors.
Öns area är 0,5 hektar och dess största längd är 110 meter i nord-sydlig riktning. Närmaste större samhälle är Katariina, 18,3 km norr om Tervapöllö.